# Diméthylurée
La diméthylurée ou 1,3-diméthylurée est un dérivé de l'urée qui est utilisé comme réactif en synthèse organique. C'est une poudre cristalline incolore, peu toxique.

## Utilisation
La 1,3-diméthylurée est utilisée dans la synthèse de la caféine, de la théophylline, d'agents textile, de certains herbicides, etc.
. Dans l'industrie textile, la diméthylurée est utilisée comme une intermédiaire pour la production d'agents anti-pli sans formaldéhyde.
La production mondiale de diméthylurée est estimée à moins de 25 000 tonnes par an.